# 黑麗魚
黑麗魚，為輻鰭魚綱鱸形目隆頭魚亞目慈鯛科的其中一種，分布於南美洲巴西Xingu河流域，本魚體側具有3條黑色狹縱帶，並散布許多小白點，尾柄具一眼狀斑，體長可達36公分，棲息在底中層水域，生活習性不明。

## 擴展閱讀
維基物種上的相關：黑麗魚